# Henriksdalshamnen

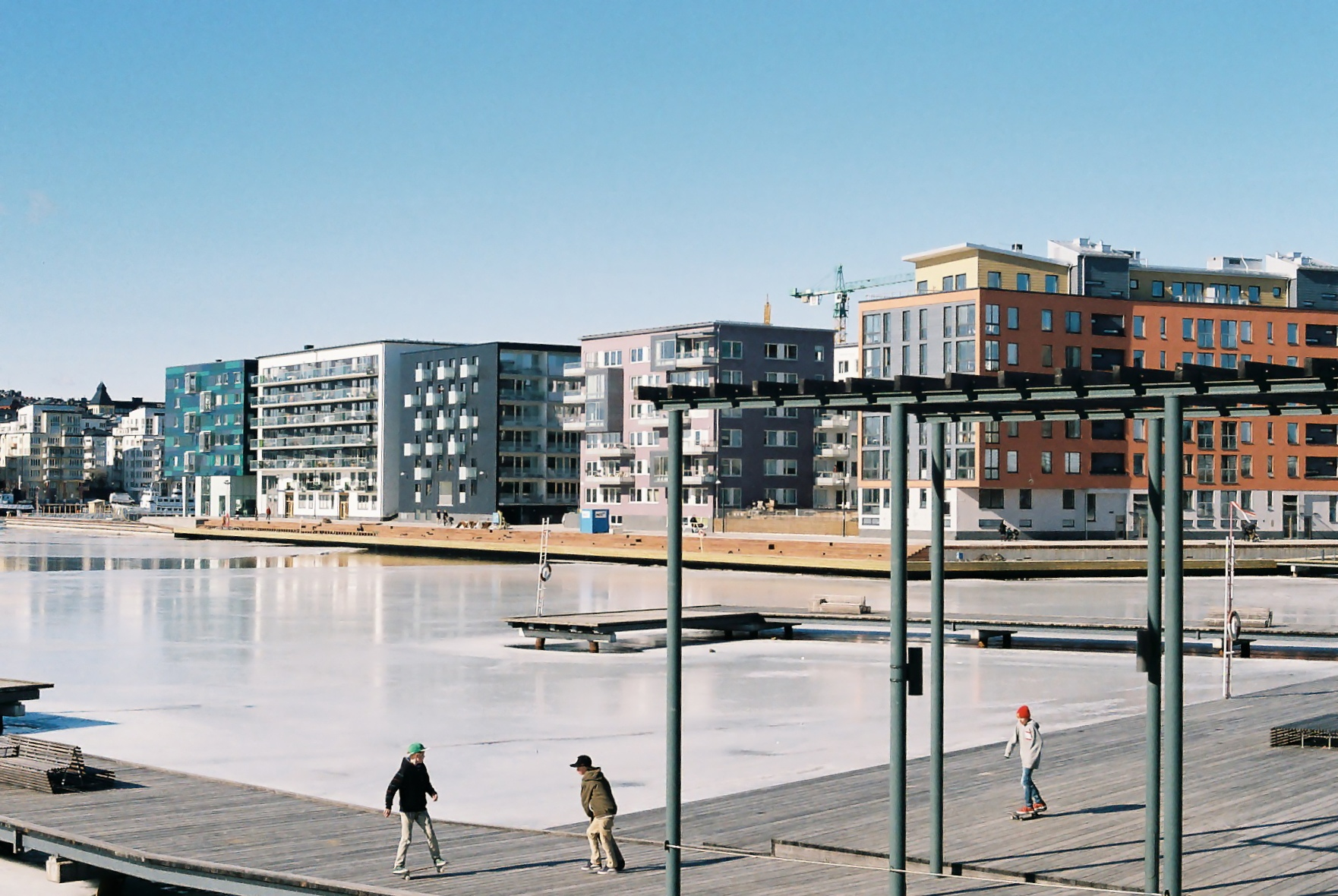
Henriksdalshamnen sett från öster i mars 2011.

Henriksdalshamnen är ett område på den nordöstra sidan av Hammarby sjö i Södra Hammarbyhamnen i Stockholms kommun.
Sedan några år har all tidigare bebyggelse i området rivits för att lämna plats för nya bostäder. Området blir ett av de sista områdena som byggs i Hammarby sjöstadsprojektet och kommer utgöra den östra gränsen. Totalt kommer det byggas 850 lägenheter i området varav två tredjedelar är bostadsrätter.
Marken ingick tidigare i Danvikens hospitals ägor och i gården Henriksdal. Den äldsta sträckningen av Värmdövägen passerade då genom utkanten området. Som våtmark ansågs stället inte lämpligt för bygget av Henriksdals reningsverk, som istället byggdes i Henriksdalsberget.
Som många andra delar av stadsdelen ligger området på gammal sjöbotten, som torrlades i samband med bygget av Hammarbyleden.
Från 1920-talet etablerade sig varvet Hammarbyverken här, men varvet flyttade under 1960-talet till Finnboda Varv. Södermalms Trävaru AB flyttade därefter in i varvets lokaler.
Hammarbyledens motorbåtsklubb har haft sina båtar i området sedan 1937, men för närvarande har klubben fått flytta till Fisksätra under tiden området byggs om. I juni 2007 började man riva Södermalms Trävaru AB:s brädgård, företaget hade då flyttat till ett nytt hus i Enskedefältet.
När området är färdigbyggt kommer det att finnas cirka 880 lägenheter. De tidigare gatunamnen Kanalvägen, Båtklubbsvägen och Stapelvägen har utgått, och ersätts med andra gator som Henriksdalsallén, Henriksdalskajen, Stapelgatan och Fendergatan. Ett nytt torg anlades Jan Inghes torg, uppkallat efter Jan Inghe-Hagström, som var planarkitekt i Stockholms kommun. År 2014 invigdes Anders Franzéns park som fick sitt namn efter amatörarkeologen som hittade Regalskeppet Vasa.
I december 2010 inrättades en ny brygga för Hammarbyfärjan för att underlätta förbindelsen med såväl Södermalm som övriga delar av Hammarby sjöstad.
| Området mellan Värmdövägen och Hammarby sjö. Den vänstra bilden är tagen den i juni 2005, och mitt i bilden syns Södermalms Trä:s brädgård, heminredningsbutiken Clark's Case och Norsk Hydros bensinmack. Till höger samma område i augusti 2009. |  | Området mellan Värmdövägen och Hammarby sjö. Den vänstra bilden är tagen den i juni 2005, och mitt i bilden syns Södermalms Trä:s brädgård, heminredningsbutiken Clark's Case och Norsk Hydros bensinmack. Till höger samma område i augusti 2009. |
| Området mellan Värmdövägen och Hammarby sjö. Den vänstra bilden är tagen den i juni 2005, och mitt i bilden syns Södermalms Trä:s brädgård, heminredningsbutiken Clark's Case och Norsk Hydros bensinmack. Till höger samma område i augusti 2009. |  | |